# Парламентские выборы на Барбадосе (1986)
Парламентские выборы на Барбадосе прошли 28 мая 1986 года для избрания депутатов Палаты собрания в парламенте Барбадоса. В результате убедительную победу одержала оппозиционная Демократическая лейбористская партия, которая получила 24 из 27 мест. Среди членов правящей Барбадосской лейбористской партии, потерявших своё место в парламенте был и сам премьер-министр Харольд Бернард Сент-Джон. Явка избирателей составила 76,7 %.

## Избирательный закон
Парламентские выборы в нижнюю палату Парламента Барбадоса по Конституции страны должны быть проведены не позже, чем через 5 лет после предыдущих. Досрочные выборы могут быть объявлены генерал-губернатором по представлению правительства либо в результате объявления парламентом вотума недоверия премьер-министру.

## Результаты
|                                       |                                       |         |       |       |       |
| Партия                                | Партия                                | Голоса  | %     | Места | +/-   |
|                                       | Барбадосская лейбористская партия     | 80 050  | 59,45 | 24    | +14   |
|                                       | Демократическая лейбористская партия  | 54 367  | 40,37 | 3     | -14   |
|                                       | Партия рабочих Барбадоса              | 40      | 0,03  | 0     | новая |
|                                       | Независимые                           | 202     | 0,15  | 0     | 0     |
| Недействительных/пустых бюллетеней    | Недействительных/пустых бюллетеней    | 903     | 0,67  | -     | -     |
| Всего                                 | Всего                                 | 134 659 | 100   | 27    | 0     |
| Зарегистрированных избирателей / Явка | Зарегистрированных избирателей / Явка | 176 739 | 76,70 | -     | -     |
| Источник: Nohlen                      |                                       |         |       |       |       |